# La Nava
La Nava is een gemeente in de Spaanse provincie Huelva in de regio Andalusië met een oppervlakte van 61,03 km². La Nava telt 292 inwoners (1 januari 2016).

## Demografische ontwikkeling
Bron: INE, 1857-2011: volkstellingen